# Ram Manohar Lohia
Pour les articles homonymes, voir RAM.
Ram Manohar Lohia , (23 mars 1910 – 12 octobre 1967) était un militant du Mouvement pour l'indépendance de l'Inde et un leader nationaliste.

## Jeunesse

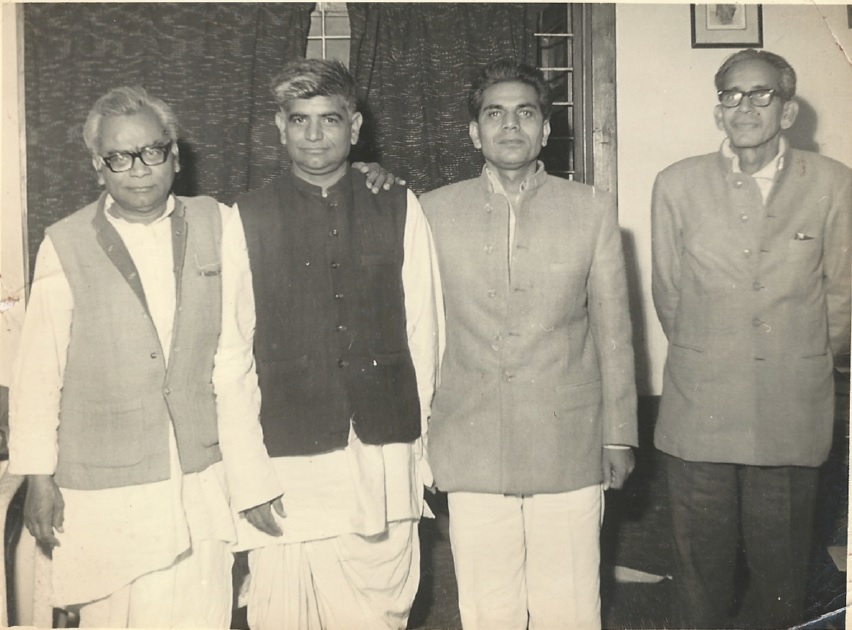
Le Dr Ram Manohar Lohia, Mani Ram Bagri, Madhu Limaye, S M Joshi

Ram Manohar Lohia est né le 23 mars 1910 à Akbarpur , dans l'actuel Uttar Pradesh, dans une famille Vaishya prospère. Sa mère meurt en 1912, alors qu'il a deux ans. Il est élevé par son père, qui ne se remarie jamais. Il poursuit des études à l'Université hindoue de Bénarès après être arrivé premier aux examens d'entrée en 1927. Il rejoint ensuite le Vidyasagar Collège, de l'Université de Calcutta et, en 1929, il obtient son diplôme. Il décide de s'inscrire à l'Université Frederick William (aujourd'hui l'Université Humboldt de Berlin, Allemagne), l'une des plus prestigieuses formations, pour transmettre sa vision sombre de la philosophie britannique. Rapidement, il apprend l'allemand et reçoit une aide financière pour son niveau académique exceptionnel. De 1929 à 1933, il prend comme objet de doctorat l'économie nationale.
Lohia a écrit sa thèse de doctorat sur la taxe du sel en Inde, en mettant l'accent sur la théorie socio-économique de Gandhi.

## Les principaux écrits en anglais
- Le Système des Castes : Hyderabad, Navahind [1964] 147 p.
- Politique Étrangère : Aligarh, P. C. Dwadash Shreni, [1963?] 381 p.
- Fragments d'un esprit du monde : Maitrayani Éditeurs Et Libraires, Allahabad [1949] 262 p.
- Les fondamentaux d'un esprit du monde : edité par K. S. Karanth. Bombay, Sindhu Publications, [1987] 130 p.
- Les coupables de la partition de l'Inde : Lohia Samata Vidyalaya Nyas, Publication Dept.,[1970] 103 p.
- Inde, Chine et Frontières Nord : Hyderabad, Navahind [1963] 272 p.
- Intervalle entre politiques : Hyderabad, Navahind [1965] 197 p.
- Marx, Gandhi et le socialisme : Hyderabad, Navahind [1963] 550 p.
- Œuvres de la collection du Dr Lohia Une série de neuf volumes édités par le vétéran socialiste Dr Mastram Kapoor et publiés par Anamika Publications, New Delhi.

## Livres sélectionnés sur Lohia
- Pensée socialiste en Inde : contribution de Ram Manohar Lohia : par M. Arumugam, New Delhi, Sterling (1978)
- Le Dr Ram Manohar Lohia, sa vie et sa philosophie : par Indumati Kelkar. Publié par Samajwadi Sahitya Sansthan, Delhi, Anamika éditeurs et distributeurs (2009)  (ISBN 978-81-7975-286-9)
- Lohia, une étude : par N. C. Mehrotra, Atma Ram (1978)
- Lohia et le Parlement : publié par le secrétariat de la Lok Sabha (1991)
- Lohia à travers ses lettres : publié par Roma Mitra (1983)
- Lohia : par Onkar Sharad, Lucknow, Prakashan Kendra (1972)
- Lohia et la rencontre de l'Amérique : par Harris Woofford, Sindhu (1987)
- Le gauchisme en Inde : 1917-1947 : par Satyabrata Rai Chowdhuri, à Londres et à New Delhi, Palgrave Macmillan (2008)
- Lohia Ek Jeevani : par Omprakash Deepak et Arvind Mohan, publié par Wagdevi Prakashan (2006)

## Monuments
- L'Université Avadh de Faizabad a été rebaptisée "Université Dr Ram Manohar Lohia Avadh".
- L'Université Nationale de Droit Dr Ram Manohar Lohia de Lucknow, l'une des plus prestigieuses universités de droit de l'Inde, est nommée d'après lui.
- La Route du 18 juin, à Panaji, Goa, est nommée d'après lui. En effet, en 1946, c'est à cette date qu'il a lancé une manifestation contre la domination coloniale.
- L'Hôpital Willingdon de New Delhi, a été rebaptisé Hôpital Ram Manohar Lohia quelques décennies après l'indépendance.
- L'Institut des Sciences Médicales Dr Ram Manohar Lohia est un institut médical d'études de troisième cycle à Lucknow.